# La Descubierta
La Descubierta é um município da República Dominicana pertencente à província de Independencia.
Sua população estimada em 2012 era de 6 990 habitantes.